# لوهایده
لوهایده (به آلمانی: Lohheide) یک منطقهٔ مسکونی در آلمان است که در Celle واقع شده‌است. لوهایده ۷۶۴ نفر جمعیت دارد.